# Ballon d'Or 2008
A Ballon d'Or 2008 é um prêmio de futebol criado pela revista francesa France Football. O vencedor foi Cristiano Ronaldo.

## Resultado
| Posição | Jogador             | Nacionalidade   | Clube              | Pontos |
| ------- | ------------------- | --------------- | ------------------ | ------ |
| 1       | Cristiano Ronaldo   | Portugal        | Manchester United  | 446    |
| 2       | Lionel Messi        | Argentina       | Barcelona          | 281    |
| 3       | Fernando Torres     | Espanha         | Liverpool          | 179    |
| 4       | Iker Casillas       | Espanha         | Real Madrid        | 133    |
| 5       | Xavi                | Espanha         | Barcelona          | 97     |
| 6       | Andrey Arshavin     | Rússia          | Zenit              | 64     |
| 7       | David Villa         | Espanha         | Valência           | 55     |
| 8       | Zlatan Ibrahimović  | Suécia          | Internazionale     | 30     |
| 9       | Kaká                | Brasil          | Milan              | 29     |
| 10      | Steven Gerrard      | Inglaterra      | Liverpool          | 28     |
| 11      | Marcos Senna        | Espanha         | Villarreal         | 16     |
| 12      | Emmanuel Adebayor   | Togo            | Arsenal            | 12     |
| 13      | Wayne Rooney        | Inglaterra      | Manchester United  | 11     |
| 14      | Sergio Agüero       | Argentina       | Atlético de Madrid | 10     |
| 15      | Frank Lampard       | Inglaterra      | Chelsea            | 8      |
| 16      | Franck Ribéry       | França          | Bayern Munique     | 7      |
| 17      | Samuel Eto'o        | Camarões        | Barcelona          | 6      |
| 18      | Gianluigi Buffon    | Itália          | Juventus           | 5      |
| 19      | Michael Ballack     | Alemanha        | Chelsea            | 4      |
| 19      | Cesc Fàbregas       | Espanha         | Arsenal            | 4      |
| 21      | Didier Drogba       | Costa do Marfim | Chelsea            | 3      |
| 21      | Sergio Ramos        | Espanha         | Real Madrid        | 3      |
| 21      | Nemanja Vidić       | Sérvia          | Manchester United  | 3      |
| 24      | Edwin van der Sar   | Países Baixos   | Manchester United  | 2      |
| 24      | Ruud van Nistelrooy | Países Baixos   | Real Madrid        | 2      |